# Malthacé
Malthacé (~45 av. J.-C. en Samarie, † 4 av. J.-C. à Rome) était la quatrième épouse du roi de Judée Hérode le Grand. Elle eut avec lui Hérode Antipas, Hérode Archélaos et Olympe,.